# جون روس (لاعب كرة قدم أمريكية)
جون روس (بالإنجليزية: John Ross)‏ هو لاعب كرة قدم أمريكية أمريكي، ولد في 11 يناير 1995 في لونغ بيتش في الولايات المتحدة.

## وصلات خارجية
- جون روس على موقع إي إس بي إن.كوم (أن.أف.أل)3
- جون روس على موقع مرجع كرة القدم المحترفة.كوم (الإنجليزية)